# Coragyps seductus
<ref></ref>